# پیانا دی مونته ورنا
پیانا دی مونته ورنا (به ایتالیایی: Piana di Monte Verna) یک کومونه در ایتالیا است که در استان کسرتا واقع شده‌است.

## خصوصیات
پیانا دی مونته ورنا ۲۳٫۴ کیلومترمربع مساحت و ۲٬۶۰۰ نفر جمعیت دارد و ۸۰ متر بالاتر از سطح دریا واقع شده‌است.